# Forbrugeroverskud
Forbrugeroverskud er et mikroøkonomisk begreb, der angiver den monetære gevinst, forbrugerne har ved at handle på et marked. Mange forbrugere vil have en reservationspris (betalingsvilje) for en vare, der er højere end den pris, de skal betale for at få varen. Forskellen på en forbrugers reservationspris og den pris, han reelt kommer til at betale, kan betragtes som det ”overskud” eller den gevinst, forbrugeren har ved at handle på markedet. Det samlede forbrugeroverskud på markedet består derfor af summen af alle de enkelte forbrugeres gevinster.

## Oprindelse
Begrebet blev først beskrevet af den italiensk-franske ingeniør og selvlærte økonom Jules Dupuit i 1844, mens dets anvendelse indenfor økonomi for alvor slog igennem, efter at den britiske økonom Alfred Marshall, en af pionererne indenfor neoklassisk økonomi, beskrev begrebet i et af sine hovedværker Principles of Economics i 1890.

## Grafisk illustration
I et udbuds-/efterspørgselsdiagram kan forbrugeroverskuddet på et marked afgrænses som arealet mellem markedsprisen, efterspørgselskurven og andenaksen. Det skyldes, at efterspørgselskurven netop angiver forbrugernes reservationspris. Er efterspørgselskurven en ret linje, som den ofte fremstilles i indledende økonomiundervisning, udgør forbrugeroverskuddet en trekant, og det er dermed nemt at beregne arealet. Forbrugeroverskuddet måles i monetære enheder (f.eks. danske kroner).

## Forbrugeroverskud og producentoverskud
Parallelt til forbrugeroverskuddet findes begrebet producentoverskud, der tilsvarende angiver den monetære gevinst, en virksomhed har ved at fremstille og sælge den pågældende vare på markedet. Summen af forbruger- og producentoverskud udgør sammen med eventuelle omkostninger eller indtægter for den offentlige sektor det samlede samfundsmæssige overskud eller gevinst ved, at det pågældende marked eksisterer.

## Anvendelse
Beregninger af forbruger- og producentoverskud er en almindeligt anvendt teknik indenfor velfærdsøkonomi til at analysere virkningen på den samfundsøkonomiske effektivitet (eller efficiens) af forskellige økonomisk-politiske tiltag eller andre ændringer af markedsforholdene. Tiltag, der formindsker det samlede overskud, vil skabe en forvridning og dermed medføre en inefficiens. Omvendt vil offentlige tiltag, der forøger det samlede overskud, typisk ved at korrigere en markedsfejl, give en Pareto-forbedring.